# Sophronica ochreovertex
Sophronica ochreovertex là một loài bọ cánh cứng trong họ Cerambycidae.